# Traumada
Traumada è un singolo della cantante cileno-statunitense Paloma Mami, pubblicato il 19 marzo 2021 come quinto estratto dal primo album in studio Sueños de Dalí.

## Video musicale
Il video musicale di Traumada, prodotto e diretto da Nico & the Movement, è stato caricato sul canale YouTube-Vevo della cantante in concomitanza con la pubblicazione commerciale del singolo.

## Tracce
Testi e musiche di Blake Slatkin, Ink, Roa, Nick Mira e Paloma Rocio Castillo.
1. Traumada – 2:28